# Baconia dives
Baconia dives är en skalbaggsart som först beskrevs av Sylvain Auguste de Marseul 1862.  Baconia dives ingår i släktet Baconia och familjen stumpbaggar. Inga underarter finns listade i Catalogue of Life.